# Tamara Carrasco i Garcia
Tamara Carrasco i Garcia (Martorell, setembre de 1983) és una administrativa i activista social i política catalana que resideix a Viladecans.
La seva figura prengué rellevància en l'àmbit de l'independentisme català arran de la seva detenció l'abril de 2018, quan fou acusada de delictes de sedició, rebel·lió i de terrorisme —posteriorment per desordres públics— pel que fa a la seva pertinença als Comitès de Defensa de la República (CDR). Se li aplicà un confinament municipal d'un any i un mes, el maig de 2019. L'any 2020 fou finalment absolta en una sentència judicial que qüestionà l'actuació policial i de la fiscalia en el cas.

## Biografia
Tamara Carrasco i Garcia nasqué el setembre de 1983 al municipi baixllobregatenc de Martorell. És titulada en Gestió Administrativa, coneguda pel seu activisme polític i social. Treballa com administrativa a Femarec, una entitat d'acció social que treballa des del 1991 per la inserció social, laboral i cultural de col·lectius en risc d'exclusió. Tot i que d'ençà de 2018 i durant el seu processament judicial li fou atorgada la baixa mèdica per causa de la pressió causada per aquells fets.

### Activisme social i polític
La seva tasca com a activista comprèn diverses vessants. Pel que fa a l'activisme social, s'ha implicat en temes educatius, contra la violència masclista, és membre d'Unitat Contra el Feixisme i el Racisme i de la plataforma Salvem l'Hospital de Viladecans. És també membre de l'associació Veïns solidaris de Viladecans, que defensa l'acolliment de refugiats de la guerra civil siriana, i impulsora de l'associació Prou Repressió Política.
En el marc polític, Carrasco i Garcia ocupà com a independent la tercera posició de la llista de Guanyem Viladecans-Canvi Avanç i Progrés (una coalició entre Podem i altres formacions de caràcter local) a les eleccions municipals de 2015, si bé aquest grup finalment no obtingué cap representació al consistori. Posteriorment s'acostà ideològicament a la Candidatura d'Unitat Popular (CUP). Fou una de les fundadores del Comitè de Defensa de la República a Viladecans.

### Causa judicial per la seva militància independentista
El 10 d'abril de 2018 fou detinguda per la Guàrdia Civil al seu domicili pels presumptes delictes de sedició, rebel·lió i terrorisme, acusacions que es basaven només en un missatge d'àudio enviat a través de l'aplicació mòbil de missatgeria instantània WhatsApp, en què plantejava una vaga general indefinida. Fou empresonada preventivament a Madrid i, posteriorment, la fiscalia espanyola l'acusà, sense aportar proves, de preparar un atemptat contra la caserna de la Guàrdia Civil a Barcelona i d'idear una crema de banderes a Balsareny.
Fins al 30 de maig de 2019 se li prohibí la sortida de Viladecans, dia en què li fou aixecat el confinament. La seva defensa fou encapçalada per l'advocat penalista Benet Salellas, que en demanà la innocència i la reparació de l'Estat espanyol pels danys causats. Mesos més tard, el 24 de febrer de 2020, el cas fou transferit des de Madrid a Catalunya i la Fiscalia Superior de Justícia de Catalunya li demanà una condemna de set mesos de presó per una incitació a desordres públics. L'escrit d'acusació li conferia la responsabilitat d'haver enviat una nota de veu a través de WhatsApp', en el qual «impartí directrius per accions de reivindicacions que els Comitès de Defensa de la República volien dur a terme a diversos llocs de Catalunya durant la Setmana Santa del 2018».
Finalment, el 6 d'octubre de 2020, el Jutjat penal número 25 de Barcelona l'absolgué del delicte de desordres públics pels quals havia estat acusada. La jutgessa conclogué que el missatge de Carrasco enviat a la resta del CDR fou a tall informatiu i que en cap cas incità a cometre cap delicte. Endemés, sostingué que les accions comeses pels CDR foren legals i criticà l'actuació de la fiscalia, i manifestà la manca de seriositat en l'actuació policial, atès que les forces de seguretat de l'Estat foren incapaces d'aportar dades sobre l'origen del missatge pel qual se l'acusà greument.
No obstant això, el 4 de febrer de 2021, la Fiscalia de l'Audiència Provincial de Barcelona manifestà que recorreria la sentència absolutòria al Tribunal Suprem espanyol. En aquesta línia, el 13 de setembre de 2021, la Fiscalia del Tribunal Suprem assumí el recurs, atès que aquesta cort en seria la responsable de la resolució. L'escrit insistí en el delicte d'incitació als desordres públics, malgrat haver estat absolta anteriorment pel Jutjat penal número 25 de Barcelona i l'Audiència Provincial de Barcelona, per haver vulnerat l'article 559 del Codi penal espanyol, que castiga la difusió de missatges d'incitació als desordres públics amb penes de fins a un any de presó. Fins a la data, no hi hagué cap precedent de condemna a la jurisprudència espanyola per aquest article, que fou introduït pel Govern espanyol del Partit Popular a la reforma del Codi penal de 2015.
Quatre anys després de la seva detenció, el 31 de maig de 2022, va ser absolta definitivament pel Tribunal Suprem, que va descartar la petició de la Fiscalia, configurada pel ponent inicial, Ángel Hurtado, i el ponent posterior, Javier Hernández. La decisió de desestimar el recurs de la fiscalia va ser d'onze dels setze magistrats de la sala del ple. Els cinc van ser Antonio del Moral, Julián Sánchez Melgar, Pablo Llarena, Vicente Magro i el president de la sala penal, Manuel Marchena. El 4 de juliol de 2023, la defensa de Carrasco va presentar al Ministeri de Justícia espanyol una demanda d'indemnització de 24.660 euros, en qualitat de reclamació de responsabilitat patrimonial, pels danys i perjudicis causats per la prohibició de sortir del seu municipi durant un any, un mes i setze dies en el marc de la investigació.